# Gastronomia în perioada Imperiului Otoman
Gastronomia din perioada otomană reprezintă un capitol al istoriei culinare, care îmbină tradițiile orientului cu diverse influențe ale Asiei sau Europei, ce au modelat această perioadă istorică prosperă și diversă. Imperiul Otoman nu doar a cucerit teritorii de-a lungul mai multor secole, dar a reprezentat și o punte culinară între Orient și Occident, creând astfel o bucătărie complexă, cu arome și gusturi inconfundabile. Această perioadă bogată a strâns laolaltă tradiții culinare, ingrediente, tehnici de gătit, care au contribuit la formarea unei gastronomii excepționale și unice. 
Alături de prosperitatea economică și expansiunea teritorială a imperiului, în această perioadă se produce și o intensă schimbare culturală și socială care se oglindește în preparate pline de savoare. Prin exploatarea acestei bucătării putem înțelege mai bine cum bucătăria otomană a fost o punte ce a conectat diferite comunități și a îmbogățit patrimoniul culinar al întregii regiuni.

## Istoric
Imperiul Otoman a fost fondat în Anatolia la sfârșitul secolului al XIII-lea de triburile turcești provenite din Asia Centrală. În secolul al XVI-lea, Imperiul Otoman a devenit unul dintre cele mai puternice imperii din lume și a existat timp de peste 600 de ani, până în anul 1923, când a fost înlocuit de Republica Turcia și de diferitele state succesoare din Europa de Sud-Est și Orientul Mijlociu. Datorită istoriei comune împărțită de teritoriile vaste care constituiau odată Imperiul Otoman, formarea culturilor alimentare în Anatolia, Balcani și Orientul Mijlociu reflectă o sinteză a mai multor moșteniri culinare influențate de războaie, comerț, religii și migrații.
Tradițiile culinare din aceste regiuni s-au conturat pe parcursul a mai multor secole ca rezultat al îmbinării dintre civilizațiile antice din Anatolia și zona Mării Mediterane, cultura arabo-persană, turcii nomazi, cultura otomană si bizantină. Deși de-a lungul perioadei cuprinse între secolul al XIII-lea și anii 1920 s-au produs schimbări majore în obiceiurile culinare, în întreg imperiul s-a creat un limbaj gastronomic consolidant, având orașul Istanbul ca centru al elitei otomane. În acest oraș, influențele variate ale diferitelor grupuri culturale precum musulmanii suniți și aleviți, creștinii ortodocși, catolicii și evreii, au modelat o cultură sofisticată, o bucătărie hibridă și bogată în diversitate pe parcursul timpului.

### Bucătăria la Palatul Topkapı
Construit de Sultanul Mehmet al II-lea Cuceritorul în secolul al XV-lea după cucerirea orașului, Palatul Topkapı din Istanbul a rămas centrul rafinamentului și elaborării bucătăriei otomane până în secolul al XIX-lea. Acest palat a servit ca reședință principală a sultanilor otomani timp de apoape 400 de ani. Sultanul Mehmet a început dezvoltarea bucătăriilor palatului prin construirea unor spații noi în cadrul Palatului Topkapı. Aceste bucătării erau caracterizate de numeroase domuri și coșuri de fum și erau organizate într-un complex imens, având zece unități diferite care serveau diverse grupuri din ierarhia palatului prima rezervată sultanului, a doua mamei acestuia, iar celelalte diferitelor persoane importante din palat precum soțiilor sultanului, membrii Consiliului Imperial, roabelor, servitoarelor. A zecea bucătărie era destinată preparării dulciurilor. Bucătăriile furnizau hrană zilnic pentru mii de locuitori ai palatului și erau esențiale la ceremoniile palatului, acest lucru simbolizând generozitatea de care dădea dovadă sultanul, atât față de membrii familiei sale, cât și față de oficialii și oaspeții palatului. Proviziile palatului erau aduse din diferite regiuni ale imperiului precum: Valahia, Egipt, insulele Egee, Cipru, Crimeea. De asemenea, Hedda Reindl Kiel în lucrarea sa evidențiază constrastul dintre Palatul Topkapi, văzut de istorici ca un spațiu ceremonial, cu bucătăriile sale ca un simbol al vieții de palat, iar palate precum Versailles sau Chateau, remarcându-se prin grandoare și o intrare centrală  puternic accentuate.

### Masa Sultanului
De-a lungul timpului, dieta sultanilor a suferit modificări în ceea ce privește carnea consumată, legumele, deserturile. Carnea de oaie era preferată, alături de cea de miel, iar carnea de vită era folosită pentru pastramă în bucătăriile imperiale. Păsarile precum potârnichea, porumbelul, fazanul și rața erau considerate delicatese și erau servite sultanilor. Consumul de pește a crescut abia în secolul al XIX lea. Laptele și untul erau produsele lactate fundamentale, iar făina de grâu era folosită în principal în pâine și prăjituri. Orezul era un aliment dedicat elitei otomane, pe cand bulgurul putea fi folosit și de oamenii de rand. Rezervat elitelor era și consumul de dulciuri, unde se foloseau mierea și zahărul ca ingrediente de bază. În prepararea mâncării erau folosite legume precum spanacul, dovleacul, varza, morcovul, ceapa. Băuturile consumate la palat erau cafeaua, șerbetul, boza și compotul de fructe.
Mesele sultanului debutau cu antreuri variate, numite meze, care puteau să conțină brânză, castraveți, sarmale în foi de viță, plăcinte. Masa obișnuită cuprindea mai multe feluri de carne precum carne de oaie, de porumbei, gătită cu orez la cuptor. După mese, sultanul servea dulciuri diverse, cele mai des întâlnite erau lokum, baklava, marțipanul (me'muniyye), südlü aș (orez cu lapte), muhallebi. La finalul mesei, sultanul bea de obicei șerbet de lămâie sau de violete, își spală mâinile iar apoi își savurează cafeaua.

#### Ospețe oferite de sultan
Sultanul, de obicei, își arăta generozitatea prin ospețe oferite la ceremoniile curții otomane. La aceste ospețe se consuma multă mâncare, se organizau diferite spectacole și festivaluri impresionante, de care oaspeții sultanului se bucurau, iar apoi îi aduceau omagii acestuia. Celebrarea circumciziei unui prinț otoman era văzută ca o sărbătoare importantă la palat, iar sărbătorirea ei aducea multă splendoare și glorie palatului. Un exemplu în această privință este ceremonia organizată în anul 1539 de către Soliman Magnificul pentru a celebra circumcizia celor doi fii ai sai Bayezid și Cihangir, unde s-au pregătit o serie de banchete, sultanul invitând chiar și oamenii de rând să participe. Felurile de mâncare au fost servite în funcție de rangul social al invitaților, astfel că masa Sultanului Soliman și a demnitarilor de rang înalt conținea cele mai apetisante feluri de mâncare. Meniul pentru masa sultanului a conținut 41 de feluri de mâncare dintre care mai multe tipuri de pilaf, patru feluri de supe, cinci feluri de dulciuri, alături de diverse sortimente de kebap, carne de gâscă, potârniche sau rață se numără printre deliciile de la masă. La ospățul public s-au servit 5000 de boluri de mâncare incluzând dane (pilaf), budincă de orez cu șofran (zerde), 1000 de börek (plăcinte sărate).

### Masa Vizirilor
Comparativ cu meniurile servite la banchete, mesele vizirilor servite după consiliile de Divan erau mult mai modeste. Primul fel de mâncare consta întotdeauna în dane, un tip de orez, care putea fi amestecat cu carne tocată, legume sau stafide. Al doilea fel constă într-o supă de pui, al treilea fel o plăcintă börek (cu diverse umpluturi), al patrulea fel era constituit din dulciuri (baclavaua cea mai cunoscută, paluze, o budincă muhallebi). Al cincilea fel de mâncare era mai variat și cuprindea de obicei o ciorbă sau picioare de miel cu oțet numite în turcă paça, iar al șaselea se compunea din preparate din carne (de regulă kebap, chiftele prăjite sau porumbel). De obicei, cele șase feluri erau servite unul dupa altul, dar puteau fi servite și în același timp.

### Bucătăria Publică Otomană
Făcând o comparație cu bucătăria de la palat, bucătăria publică otomană era mult mai simplă, oferind mai puține varietăți de mâncare. Așa cum susține și Luminița Munteanu, un aspect foarte important de menționat este faptul că la baza vieții sociale și familiale din acea perioadă stătea principiul segregării pe sexe. Casele oamenilor erau formate din încăperi și aripi separate pentru bărbați numite selamlık, și arii separate pentru femei numite harem, ambele aripi fiind delimitate de un spațiu numit mabeyn. Băieții stăteau în harem până la vârsta de șapte ani, iar apoi se alăturau bărbaților. Desigur că acest principiu se respectă mai mult în familiile din mediul urban, pe când familiile din mediul rural aveau condiții modeste și nu aplicau acest principiu.

#### Structura meselor omului de rând
Micul dejun era servit în casă, pe când prânzul se servea de obicei la localurile din cartier, iar cina într-un spațiu privat al casei. În limba turcă, termenul pentru mic dejun este kahvaltı, iar Priscila Mary Isin oferă semnificația cuvântului în cartea sa și anume: "După evenimentul consumului de cafea, micul dejun a devenit cunoscut sub numele de kahvalti (literal "sub cafea", în sensul de mâncare consumată după cafea)". Micul dejun consta de obicei într-o ciorbă, pâine, brânză, măsline, cafea și ceai. Cei cu o condiție mai bună consumau și salate, fructe, legume. Pe timp de vară, se servea iaurt, castraveți și pepeni. Iarna, comercianții ofereau băuturi calde precum salep, mahaleb (gătite cu lapte, îndulcite cu miere și stropite cu scorțișoară saau apă de trandafiri).
Prânzul era mai consistent ca micul dejun, formându-se din ciorbe mai groase, însoțite de ayran, brânză sau unt. Smântâna era mai rar întâlnită în meniul de prânz deoarece era un aliment scump care se servea doar familiei sultanului. Pilaful era de multe ori ultima masă a zilei și era preparat cu unt sau susan.
Pâinea era alimentul de bază la acea vreme, oamenii preferând pâinea făcută din făină de grâu. Aceasta putea fi dospită sau nedospită, iar, de asemenea, există și pâine dulce sau sărată. Pâinea dulce era preparată din făină albă și unt, și unsă cu ou, iar covrigul simit putea fi dulce sau sărat. Se consuma și gözleme adeseori la micul dejun, sau mai multe feluri de plăcinte dintre care börek sau çörek, fiecare cu diverse umpluturi.